# Gorlosen
Die Gemeinde Gorlosen gehört zum Amt Grabow im Landkreis Ludwigslust-Parchim in Mecklenburg-Vorpommern (Deutschland).
Die Ortsteile Boek, Dadow, Grittel, Gorlosen und Strassen gehören zur Gemeinde.

## Lage
Die Gemeinde liegt im nur sehr schwach besiedelten Gebiet zwischen Grabow (zwölf Kilometer entfernt), wo auch der nächste Bahnanschluss besteht, Lenzen (Elbe) (elf Kilometer) und Dömitz (15 Kilometer). Die Bundesstraße 191 befindet sich sechs Kilometer nördlich.
Durch das Gemeindegebiet fließt die Alte Elde, in die südlich von Gorlosen der Meynbach mündet.
Umgeben wird Gorlosen von den Nachbargemeinden Eldena im Norden, Grabow und Kremmin im Nordosten, Milow im Osten und Südosten, Lenzen (Elbe) im Süden, Neu Kaliß im Südwesten sowie Malk Göhren im Westen.

## Geschichte
Gorlosen wurde 1317 erstmals als Gorlose urkundlich erwähnt. Der Ortsname kommt aus dem Altslawischen und könnte sich von gora und lêsŭ für Bergwaldort ableiten. Von der Siedlungsform her entstand der Ort als Haufendorf.

### Eingemeindungen
Boek, Grittel und Strassen wurden am 1. Juli 1950 eingemeindet. Dadow wurde am 13. Juni 2004 ein Ortsteil von Gorlosen.

### Ortsteil Dadow
Der Ortsname kommt aus dem Altslawischen dad für geben. Die Gemarkung wurde einst von den Lionen, welche zum Stammesverband der Obodriten gehörten, besiedelt.

## Politik

### Gemeindevertretung und Bürgermeister
Der Gemeinderat besteht (inkl. Bürgermeisterin) aus sieben Mitgliedern. Die Wahl zum Gemeinderat am 26. Mai 2019 hatte folgende Ergebnisse:
| Partei/Bewerber              | Prozent | Sitze |
| ---------------------------- | ------- | ----- |
| WG Gorlosen-Dadow            | 76,32   | 5     |
| Einzelbewerberin von Soosten | 14,90   | 1     |

Bürgermeisterin der Gemeinde ist Kathrin Heiden, sie wurde mit 57,95 % der Stimmen gewählt.

### Dienstsiegel
Die Gemeinde verfügt über kein amtlich genehmigtes Hoheitszeichen, weder Wappen noch Flagge. Als Dienstsiegel wird das kleine Landessiegel mit dem Wappenbild des Landesteils Mecklenburg geführt. Es zeigt einen hersehenden Stierkopf mit abgerissenem Halsfell und Krone und der Umschrift „GEMEINDE GORLOSEN“.

## Persönlichkeiten
- Otto Karsten (* 1899 in Grittel; † 1967), CDU-Politiker in SBZ/DDR und evangelischer Prediger
- Hans-Dietrich Sander (* 1928 in Grittel; † 2017), neurechter Publizist
- Erasmus Behm (* 1939 in Gorlosen; † 2007), Internist und Pharmazeut

## Sehenswürdigkeiten

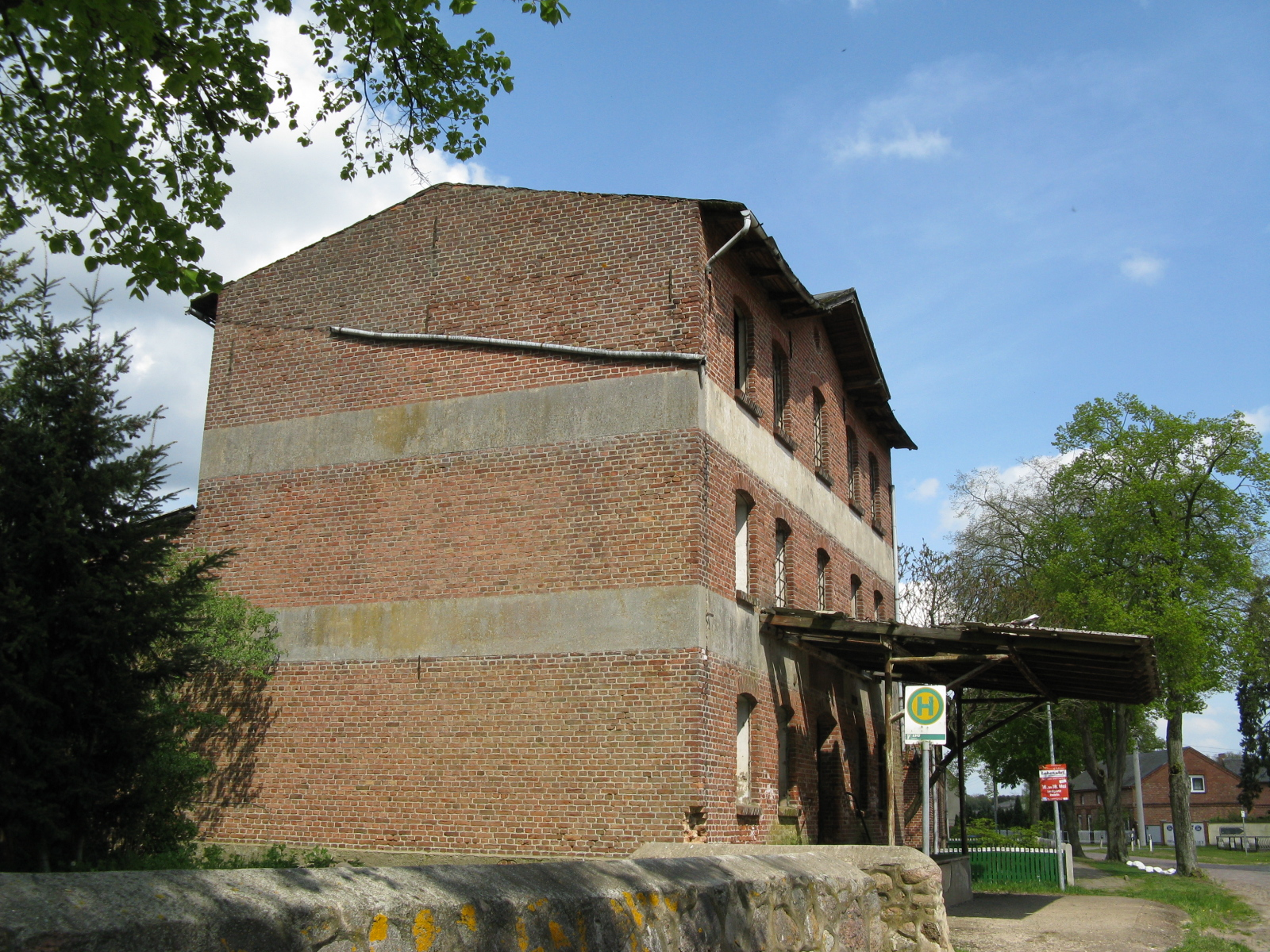
Reste der Mühle Gorlosen

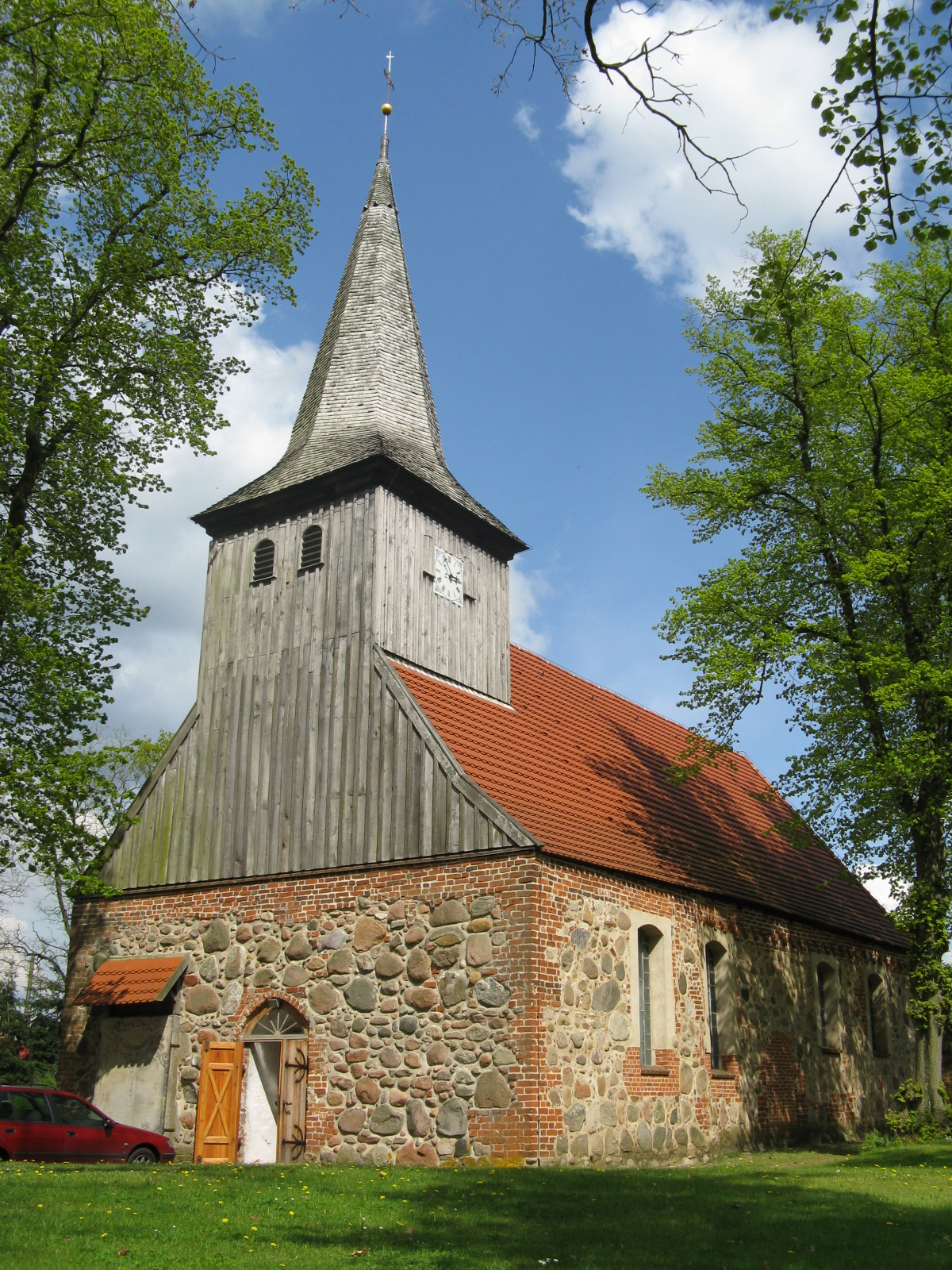
Dorfkirche Gorlosen

Die Kirche in Gorlosen ist ein spätgotischer Feldsteinbau, mit Kanten, älteren Fensterfassungen und einem umlaufenden Zackenfries aus Backstein, aber entgegen der Dehio-Beschreibung keine Formsteine. Nach dem Dreißigjährigen Krieg wurde erst 1664 das Dach erneuert. Später wurden die meisten Fenster verändert. Über dem Westgiebel wurde später ein achtseitiger, hölzerner Dachturm mit Spitzhelm errichtet. Innen sind hölzerne Emporen eingebaut. Auf der bemalte Holzdecke mit einer Inschrift von 1679 befinden sich Ornamente und Medaillons mit Christus und den Aposteln. Zur Ausstattung gehören weiter eine hölzerne Kanzel und ein barocker Taufständer aus Schmiedeeisen.